# Colisão de Coulomb
Uma colisão de Coulomb é uma colisão elástica binária entre duas partículas carregadas interagindo através de seu próprio campo elétrico. Como com qualquer lei do inverso do quadrado, as trajetórias resultantes das partículas em colisão é uma órbita Kepleriana hiperbólica. Este tipo de colisão é comum em plasmas onde a energia cinética típica das pertículas é grande o suficiente para produzir um desvio significativo das trajetórias iniciais das partículas em colisão, e o efeito cumulativo de muitas colisões é considerado como alternativa.

## Tratamento matemático para plasmas
Em um plasma uma colisão de Coulomb raramente resulta em uma grande deflexão. O efeito acumulativo de muitas pequenas colisões, entretanto, é muitas vezes maior que o efeito das poucas colisões de grande ângulo, portanto, é instrutivo considerar a dinâmica da colisão no limite das pequenas deflexões.
Pode-se considerar um elétron de carga -e e massa me passando um íon estacionário de carga +Ze e muito maior massa a uma distância b com uma velocidade v. A força perpendicular é (1/4πε0)Ze2/b2 na maior aproximação e a duração do encontro é sobre b/v. O produto destas expressões dividida pela massa é a carga em velocidade perpendicular:
{\displaystyle \Delta m_{e}v_{\perp }\approx {\frac {Ze^{2}}{4\pi \epsilon _{0}}}\,{\frac {1}{vb}}}